# Szurga (siemisolinskoje sielskoje posielenije)
Szurga (ros. Шурга) – wieś (dieriewnia) w Rosji, w republice Mari El, w rejonie morkińskim. W 2021 liczyła 17 mieszkańców.